# Reto Dubach
Reto Dubach (* 18. Oktober 1956; heimatberechtigt in Eggiwil und Schaffhausen) ist ein Schweizer Politiker (FDP).

## Biografie
Die Schulen durchlief er in Schaffhausen. Er studierte von 1975 bis 1980 Rechtswissenschaften an der Universität Zürich und schloss mit dem Lizenziat ab. 1982 promovierte er an der Universität Basel. 1984 erwarb er das Anwaltspatent.
1983 trat Dubach den Posten eines Untersuchungsrichters beim Untersuchungsrichteramt Schaffhausen an. 1984 wurde er Direktionssekretär resp. Departementssekretär bei der Polizeidirektion des Kantons Schaffhausen (ab 1987 Departement des Innern). 1997 wechselte er auf den Posten des Staatsschreibers. Ab 1. Januar 2008 war er  Regierungsrat und stand bis 1. Dezember 2016 dem Baudepartement vor. Nachdem er im Ständeratswahlkampf 2015 eine deutliche Niederlage gegen seine Mitkonkurrenten Hannes Germann, Thomas Minder (bisherige Ständeräte) und Walter Vogelsanger einstecken musste, gab er bekannt, dass er im Jahr 2016 nicht erneut für den Regierungsrat kandidieren werde.
Seit 1. Januar 2017 ist er als selbständiger Berater und Rechtsanwalt tätig.
Dubach ist verheiratet und hat zwei erwachsene Kinder und vier Enkelkinder.